# Quaternary Science Reviews
Quaternary Science Reviews ist eine seit 1982 erscheinende begutachtete wissenschaftliche Fachzeitschrift, die von Elsevier herausgegeben wird. Chefredakteur ist Claude Hillaire-Marcel.
Die Zeitschrift ist multidisziplinär ausgerichtet und publiziert Systematische Übersichtsarbeiten zu einer Vielzahl von Themen der Quartärforschung. Diese Reviews können gemäß den Richtlinien der Zeitschrift allerdings auch neu gewonnene Daten erhalten, insbesondere, wenn diese eine Übersichtsfunktion einnehmen. Teilweise erscheinen auch Spezialausgaben zu verschiedenen Themen des Publikationsspektrums. Zu den abgedeckten Forschungsdisziplinen zählen unter anderem die Archäologie, Geologie, Geomorphologie und Geographie, Bodenkunde, Paläobotanik Paläontologie und die Paläoklimatologie.
Der Impact Factor lag im Jahr 2019 bei 3,803. Damit lag die Zeitschrift auf Rang 10 von 50 Fachzeitschriften der Kategorie physische Geographie und auf Rang 30 von 200 Zeitschriften der Kategorie multidisziplinäre Geowissenschaften.